# Marouan Razine
Marouan Razine (Tétouan, 9 aprile 1991) è un mezzofondista italiano di origine marocchina.

## Biografia
Quando raggiunge con la famiglia l'Italia si trasferisce a Rivoli dove tuttora risiede. Qui comincia a praticare l'atletica a livello giovanile nelle file del Gruppo Sportivo Murialdo, cominciando già a distinguersi. Nel 2007, primo anno categoria allievi, si tessera per il CUS Torino e viene seguito da Danilo Caroli (allenatore in passato di Gianni Crepaldi e Federico Tontodonati, ora di Martina Merlo e Sara Brogiato).
Nel 2006 gareggia ai campionati italiani cadetti concludendo all’11º posto sui 2000 m.
Al primo anno nella categoria allievi nel 2007, vince la medaglia di bronzo sui 1500 m ai campionati di categoria in cui termina quarto nei 3000 m. Ad inizio stagione disputa anche la corsa campestre allievi finendo in 11ª posizione.
Sempre nella corsa campestre, vince il titolo italiano allievi nel 2008.
Nel 2010 fa poker di titoli italiani juniores: 1500 m indoor, corsa campestre, 1500 e 5000 m all’aperto.
Anche nel 2011 si laurea campione italiano di categoria nella corsa campestre, questa volta nella categoria promesse; inoltre diventa vicecampione nazionale promesse nei 1500 m ed invece si ritira nella finale dei 5000 m, sempre nei campionati di categoria.
Ai campionati italiani promesse di corsa campestre nel 2012 si ritira durante la gara.
Nel 2013 riesce ad ottenere la cittadinanza italiana, cosa che gli permette di essere subito reclutato nel Centro Sportivo Esercito.
Durante lo stesso anno fa doppietta di titoli italiani promesse ai campionati di categoria, vincendo su 1500 e 5000 m; infine gareggia agli assoluti di Milano ritirandosi durante la finale dei 1500 m.
Il 2014 lo vede giungere sesto agli italiani di corsa campestre e poi vincere il titolo italiano assoluto a Rovereto sui 5000 m.
Riceve inoltre la sua prima convocazione nella Nazionale maggiore in occasione degli Europei tenutisi a Zurigo (Svizzera) dove corre sempre nei 5000 m terminando al 14º posto.
Partecipa nel mese di dicembre agli Europei di corsa campestre svoltisi in Bulgaria a Samokov dove col suo 14º posto contribuisce alla vittoria della medaglia di bronzo nella classifica a squadre.
Nel 2015 passa sotto la guida di Gianni Crepaldi (passato al CUS Torino), così come tutto il gruppo allenato precedentemente da Caroli, e proprio a Torino si riconferma campione nazionale assoluto sui 5000 m. Invece ad inizio stagione non termina la gara ai campionati italiani di corsa campestre.
Nel dicembre del 2015 gareggia in Francia a Hyères agli Europei di corsa campestre concludendo in 24ª posizione nella prova individuale e finendo quarto nella classifica a squadre.
Il 2016 lo vede gareggiare in quattro campionati italiani diversi: nella corsa campestre finisce al 7º posto, agli assoluti indoor non conclude la gara dei 3000 m, anche nei 10000 m su pista non porta a termine la gara ed invece sui 5000 m agli assoluti di Rieti vince la medaglia di bronzo (invece non parte nella finale dei 1500 m).

## Progressione

### 1500 metri
| Stagione | Tempo   | Luogo          | Data       | Rank. Mond. |
| -------- | ------- | -------------- | ---------- | ----------- |
| 2014     | 3'50"92 | Fossano        | 13-9-2014  |             |
| 2013     | 3'41"33 | Ponzano Veneto | 5-7-2013   |             |
| 2011     | 3'42"00 | Vercelli       | 15-07-2011 |             |
| 2010     | 3'48"54 | Modena         | 9-10-2010  |             |
| 2009     | 3'51"19 | Celle Ligure   | 23-6-2009  |             |
| 2008     | 3'56"35 | Cesenatico     | 27-9-2008  |             |
| 2007     | 4'01"61 | Alessandria    | 18-7-2007  |             |

### 3000 metri piani
| Stagione | Tempo   | Luogo       | Data       | Rank. Mond. |
| -------- | ------- | ----------- | ---------- | ----------- |
| 2015     | 7'58"90 | Torino      | 15-7-2015  |             |
| 2013     | 7'56"57 | Nembro      | 3-7-2013   |             |
| 2011     | 7'54"58 | Lucerna     | 21-07-2011 |             |
| 2010     | 7'59"65 | Velletri    | 17-7-2010  |             |
| 2009     | 8'05"40 | Nembro      | 22-7-2009  |             |
| 2008     | 8'34"01 | Alessandria | 21-9-2008  |             |

### 5000 metri
| Stagione | Tempo    | Luogo     | Data      | Rank. Mond. |
| -------- | -------- | --------- | --------- | ----------- |
| 2016     | 13'49"23 | Oordegem  | 29-5-2016 |             |
| 2015     | 13'29"77 | Rovereto  | 8-9-2015  |             |
| 2014     | 13'37"80 | Oordegem  | 31-5-2014 |             |
| 2013     | 13'28"08 | Oordegem  | 1-6-2013  |             |
| 2011     | 13'39"70 | Torino    | 10-6-2011 |             |
| 2010     | 13'55"56 | Comacchio | 26-9-2010 |             |
| 2009     | 14'27"00 | Santhià   | 17-5-2009 |             |
| 2008     | 15'56"81 | Torino    | 6-7-2008  |             |

## Palmares
| Anno | Manifestazione             | Sede     | Evento       | Risultato | Prestazione | Note  |
| ---- | -------------------------- | -------- | ------------ | --------- | ----------- | ----- |
| 2014 | Europei                    | Zurigo   | 5000 m piani | 14º       | 14'16"95    | [ 1 ] |
| 2014 | Europei di corsa campestre | Samokov  | Individuale  | 14º       | 33'26       | [ 1 ] |
| 2014 | Europei di corsa campestre | Samokov  | A squadre    | Bronzo    | 59 punti    | [ 2 ] |
| 2015 | Europei di corsa campestre | Hyères   | Individuale  | 24º       | 30'46       | [ 3 ] |
| 2015 | Europei di corsa campestre | Hyères   | A squadre    | 4º        | 99 punti    | [ 4 ] |
| 2017 | Europei indoor             | Belgrado | 3000 m piani | 6º        | 8'04"19     |       |

## Campionati nazionali
- 2 volte campione assoluto dei 5000 m (2014, 2015)
- 1 volta campione promesse dei 5000 m (2013)
- 1 volta campione promesse dei 1500 m (2013)
- 1 volta campione promesse di corsa campestre (2011)
- 1 volta campione juniores dei 5000 m (2010)
- 1 volta campione juniores dei 1500 m (2010)
- 1 volta campione juniores di corsa campestre (2010)
- 1 volta campione juniores dei 1500 m (2010)
- 1 volta campione allievi di corsa campestre (2008)

2006
- 11º ai Campionati italiani cadetti e cadette, (Bastia Umbra), 2000 m - 6'00"54[5]

2007
- 11º ai Campionati italiani di corsa campestre, (Villa Lagarina), 4,710 km - 15'38 (allievi)[6]
- Bronzo ai Campionati italiani allievi e allieve, (Cesenatico), 1500 m - 4'11"95[7]
- 4º ai Campionati italiani allievi e allieve, (Cesenatico), 3000 m - 8'51"96[8]

2008
- Oro ai Campionati italiani di corsa campestre, (Carpi), 14’27 (allievi)[9][10]

2010
- 36º ai campionati italiani di maratonina - 1h09'31"
- Oro ai Campionati italiani allievi-juniores-promesse indoor, (Ancona), 1500 m - 3'52"12[11]
- Oro ai Campionati italiani di corsa campestre, (Formello), 8 km - 26'21 (juniores)[12]
- Oro ai Campionati italiani juniores e promesse, (Pescara), 1500 m - 3'53"53[13]
- Oro ai Campionati italiani juniores e promesse, (Pescara), 5000 m - 14'40"20[14]

2011
- Oro ai Campionati italiani di corsa campestre, (Varese), 9,400 km - 29'26 (promesse)[15]
- Argento ai Campionati italiani juniores e promesse, (Bressanone), 1500 m - 3'49"06[16]
- In finale ai Campionati italiani juniores e promesse, (Bressanone), 5000 m - r[17]

2012
- In finale ai Campionati italiani di corsa campestre, (Borgo Valsugana), 10 km - r (promesse)[18]

2013
- Oro ai Campionati italiani juniores e promesse,(Rieti), 1500 m - 3'48"41[19]
- Oro ai Campionati italiani juniores e promesse, (Rieti), 5000 m - 14'37"37[20]
- In finale ai Campionati italiani assoluti, (Milano), 1500 m - r[21]

2014
- 6º ai Campionati italiani di corsa campestre, (Nove-Marostica), 10 km - 30'46[22]
- Oro ai Campionati italiani assoluti, (Rovereto), 5000 m - 14'13"88[23]

2015
- In finale ai Campionati italiani di corsa campestre, (Fiuggi), 10 km - dnf[24]
- Oro ai Campionati italiani assoluti, (Torino), 5000 m - 13'50"87[25]

2016
- 7º ai Campionati italiani di corsa campestre, (Gubbio), 10 km - 30'38[26]
- In finale ai Campionati italiani assoluti indoor, (Ancona), 3000 m - dnf[27]
- In finale ai Campionati italiani 10000 metri su pista, (Castelporziano), 10000 m - dnf[28]
- Bronzo ai Campionati italiani assoluti, (Rieti), 5000 m - 14'12"78[29]
- In finale ai Campionati italiani assoluti, (Rieti), 1500 m - dns[30]
- Oro ai campionati italiani di 10 km su strada - 29'01"

2017
- 12º ai campionati italiani di 10 km su strada - 29'28"

2018
- Argento ai campionati italiani di 10 km su strada - 30'25"

2019
- Oro ai campionati italiani assoluti, 5000 m piani - 14'05"09

## Altre competizioni internazionali
2014
- 13º alla BOclassic ( Bolzano), 10 km - 30'39"

2015
- 16º alla BOclassic ( Bolzano), 10 km - 30'45"

2016
- 9º al Giro al Sas ( Trento) - 29'45"
- 10º alla BOclassic ( Bolzano), 10 km - 30'02"

2017
- 9º al Giro al Sas ( Trento) - 30'17"

2018
- 13º al Giro al Sas ( Trento) - 30'16"

2019
- 9º alla BOclassic ( Bolzano), 10 km - 29'39"

2020
- 13º alla BOclassic ( Bolzano), 5 km - 14'44"
- 11º al Golden Gala Pietro Mennea ( Roma), 3000 m piani - 7'54"80

2023
- 17º al Giro podistico internazionale di Castelbuono ( Castelbuono) - 36'41"
- 11º al Cross della Vallagarina ( Villa Lagarina) - 28'42"